# Saturnus (bướm)
Saturnus là một chi bướm ngày thuộc họ Bướm nâu.